# Crobylostenus pudicus
Crobylostenus pudicus är en insektsart som beskrevs av Boris Petrovich Uvarov 1953. Crobylostenus pudicus ingår i släktet Crobylostenus och familjen gräshoppor. Inga underarter finns listade i Catalogue of Life.